# Gregg Sulkin
Gregg Sulkin (Londen (Engeland), 29 mei 1992) is een Engelse acteur. Hij maakte zijn filmdebuut in 2006 in de Britse film Sixty Six, en werd bekend door zijn rollen in de Disney-series As the Bell Rings en Wizards of Waverly Place. In 2010 speelde hij een hoofdrol in de tv-film Avalon High.

## Biografie
Gregg is geboren in Londen. Net als zijn personage in Sixty Six heeft hij een joodse afkomst. Hij ging naar de Highgate School in Noord-Londen. Zijn eerste rol was in de mini-serie in 2002, Doctor Zhivago. Daarna speelde hij in de film Sixty Six als Bernie Rubens, samen met Helena Bonham Carter, Eddie Marsan en Catherine Tate. Hij speelde ook de rol van JJ in de Disney-serie As the Bell Rings, was te zien in de CBBC-sciencefictionserie The Sarah Jane Adventures (spin-off van Doctor Who) en speelde Adam in de serie The Mad Woman in the Attic. Gregg acteerde ook in Disney Channel's Pass the Plate.
Zijn grote doorbraak was in de Disney Channel serie Wizards of Waverly Place, waar hij Alex' vriendje Mason Greyback speelt. Hij verscheen in drie afleveringen van het derde seizoen en heeft een hoofdrol in seizoen 4, waarin hij nog steeds met Alex uitgaat. Hij heeft in Nieuw-Zeeland de Disney-televisiefilm Alavon High gefilmd, die op 12 november 2010 voor het eerst werd uitgezonden. Ook had hij een rol in de thriller The Heavy.